# Робърт Вон
Робърт Вон (на английски: Robert Vaughn) е американски филмов, телевизионен и театрален актьор. 

## Биография

### Произход и образование
Роден е като Робърт Франсис Вон на 22 ноември 1932 г. в Ню Йорк. Родителите му също работят в сферата на развлекателната индустрия. Майка му Марсела Франсис (момиинско Гаудел) е сценична актриса, а баща му Джералд Уолтър Вон е радио-актьор. Робърт израства в ирландско католическо семейство, живеейки при дядо си и баба си в Минеаполис, Минесота, когато майка му е на път. Там той посещава гимназията „North High School“, а след това се записва в Университета на Минесота, специалност журналистика. Напуска университета само след година, за да се премести с майка си в Лос Анджелис. Тук Робърт посещава Los Angeles City College, а по-късно се прехвърля в Калифорнийския щатски университет, където получава магистърска степен по специалността театър. Дори по време на успешната си кариера като актьор, той продължава обучението си и през 1970 г. получава докторска степен по специалността комуникации в Университета на Южна Калифорния. През 1972 г. публикува дисертацията си като книга със заглавието – Only Victims: A Study of Show Business Blacklisting.

### Кариера
В самото начало на филмовата си кариера той изпълнява поддържащи роли в превърналите се в класически произведения – Младите филаделфийци (1959) и култовия уестърн Великолепната седморка (1960), за първия от които е номиниран за наградите „Оскар“ и „Златен глобус“. Името му обаче добива широка известност в средата на 1960-те години, когато изпълнява главна роля в популярния шпионски телевизионен сериал – The Man from U.N.C.L.E. (1964 – 1968), където отново е номиниран за „Златен глобус“. Следват участия в поредица класически продукции, сред които Булит (1968) и Ад под небето (1974), като и в двата филма е в компанията на голямата звезда от тези години – Стийв Маккуин.
През 1978 г. е удостоен с наградата за телевизионни продукции – „ЕМИ“, за поддържащата си роля в мини сериите Вашингтон: Зад затворените врати (1977).
През 1998 г. Робърт Вон получава своята звезда на Алеята на славата на булевард „Холивуд“, Лос Анджелис.

## Избрана филмография

### Кино
| Година | Филм                   | Оригинално заглавие      | Роля                       | Режисьор       | Бележки                                |
| ------ | ---------------------- | ------------------------ | -------------------------- | -------------- | -------------------------------------- |
| 1959   | Младите филаделфийци   | The Young Philadelphians | Честър А. (Чет) Гуин       | Винсент Шърман | номинации за „Оскар“ и „Златен глобус“ |
| 1960   | Великолепната седморка | The Magnificent Seven    | Лий                        | Джон Стърджис  |                                        |
| 1968   | Булит                  | Bullitt                  | Чалмърс                    | Питър Йейтс    | номинация за награда БАФТА             |
| 1970   | Юлий Цезар             | Julius Caesar            | Публий Сервилий Каска Лонг | Стюарт Бърдж   |                                        |
| 1974   | Ад под небето          | The Towering Inferno     | сенатор Паркър             | Джон Гилермин  |                                        |

### Телевизия
| Година    | Филм                             | Оригинално заглавие             | Роля           | Режисьор | Бележки                                 |
| --------- | -------------------------------- | ------------------------------- | -------------- | -------- | --------------------------------------- |
| 1964/1968 | Мъжът от U.N.C.L.E.              | The Man from U.N.C.L.E.         | Наполеон Соло  |          | ТВ сериал; номинация за „Златен глобус“ |
| 1977      | Вашингтон: Зад затворените врати | Washington: Behind Closed Doors | Франк Флахърти |          | ТВ сериал; награда „Еми“                |